# 橘英雄 (経営者)
橘 英雄（たちばな ひでお、1912年11月25日 - 1983年10月7日）は、日本の実業家。元讀賣テレビ放送代表取締役最高顧問。富山県出身。自宅は東京都港区元麻布。

## 経歴
1935年、読売新聞社入社。1947年に経済部長、1952年に労務厚生本部長、1963年に同社取締役、1971年に同社専務取締役を歴任した。
1979年に讀賣テレビ放送へ移籍し、代表取締役副社長に就任。1980年5月に急死した八反田角一郎に代わって、代表取締役社長に就任。この間に読売新聞大阪本社、読売ゴルフ、読売文化センター、読売連合広告社、広島テレビ放送、日本海テレビジョン放送の取締役、京阪神ケーブルビジョン、日本民間放送連盟、関西経営者協会、関西経済連合会の理事を務めた。1983年に讀賣テレビ放送社長の座を青山行雄に譲り、最高顧問に退く。
1983年10月7日午前6時23分、肺炎のため東京都大田区の蒲田総合病院で死亡（享年70歳）。